# 地帕明
地帕明（开发代码：GP-31,406，商品名：balipramine，也称为：10,11-脱氢丙咪嗪）是一种含氮有机化合物，分子式C19H22N2，可作为三环类抗抑郁药（TCA），从未上市。